# Bigo Live
Bigo Live är en livestreamingplattform som ägs av Singapore-baserade företaget BIGO Technology, som grundades 2014. BIGO Technology har utvecklat egenutvecklad artificiell intelligens och maskininlärning som är integrerad i applikationen. AI-funktionerna används för att förbättra användarnas engagemang och upplevelse under livestreaming.
Tittarna kan stödja sina favoritsändare med gåvor i appen, och vissa populära sändare använder appen som heltidsanställning. BIGO äger också Likee, plattformen för att skapa och dela korta videor.

## Historia
I mars 2016 lanserades Bigo Live för iOS och Android operativsystem.
Från 2016 till 2017 toppade BIGO LIVE nedladdningslistorna för Google Play och Apple Store i Thailand, Vietnam, Indonesien, Singapore, Malaysia och Filippinerna flera gånger.
I december 2018 nådde Bigo Live 26,7 miljoner aktiva användare varje månad.
I november 2019 nådde månatliga aktiva användare av företagets appar över 350 miljoner globalt.
I mars 2020 rankades den på 6:e plats i USA och på 5:e plats i världen för streamingappar, baserat på totala intäkter från köp i appar.
I maj 2020 lanserade Bigo Live ett partnerskap med Bark, en säkerhetslösning online, för att hålla barn säkra online.
I december 2020 tillkännagav Bigo Live ett partnerskap med The Trevor Project, världens största självmordsförebyggande och krisinterventionsorganisation för HBTQ-ungdomar.
I början av 2021 hade Bigo Live 400 miljoner användare i mer än 150 länder.
År 2021 nådde den 29,5 miljoner aktiva användare per månad under årets andra kvartal.
År 2021 rankades Bigo Live topp 2 enligt App Annies 2021 Top Breakout Social Apps efter konsumentutgifter.

## Funktioner
- Streaming[15]

Människor kan livesända sina livsögonblick, visa sina talanger och ta emot virtuella gåvor från supportrar. Användare kan titta på trendiga liveströmmar och de kan filtrera bort sändare från ett visst land på utforskarsidan. Användare som uppfyller vissa kriterier kan skapa sina egna familjer.
Användare kan sända och titta på liveströmmar av populära spel, såsom PUBG, League of Legends, RoV, Free Fire, Fortnite, Call of Duty, Dota 2, Hearthstone, Rules of Survival och mer, etc. Det skrev på som sponsor för Box Fighting Championship 2020.
- Live videochatt och videosamtal

Användare kan bjuda in vänner att ha en 1:1 onlinevideochatt eller skapa gruppvideochatt eller videosamtal med upp till 9 personer via Multi-guest Room. Med match up-funktionen kan användare starta en slumpmässig chatt med människor i närheten eller träffa nya vänner. Videofilter och klistermärken är tillgängliga för sändare.
- Live PK

Broadcasters kan ta PK-utmaningar med andra människor, som får fler attraktionspoäng kommer att vinna spelet.
- Bar

Användare kan dela bilder och korta videor, lägga till hashtags till sina inlägg i baren, där folk ofta laddar upp klipp och skärmdumpar av sina liveströmmar.
- Virtual Live

2021 lanserade BIGO Live sina Virtual Live 3D-avatarer. Användare kan representera sig själva genom digitala avatarer skapade i appen. Virtual Live"-funktionen är utvecklad med en blandning av VR- och AR-teknik för att fånga realistiska ansiktsuttryck och efterlikna användarrörelser när de livestreamar i realtid.